# Igor Szpilband
Igor Jurjewicz Szpilband, ros. Игорь Юрьевич Шпильбанд (ur. 14 lipca 1964 w Moskwie) – amerykański trener łyżwiarstwa figurowego specjalizujący się w konkurencji par tanecznych, a wcześniej radziecki łyżwiarz figurowy startujący w parach tanecznych z Tatjaną Gładkową. Mistrz (1983) i wicemistrz świata juniorów (1982).

## Życie prywatne
Posiada obywatelstwo amerykańskie. Jego żoną była Wieronika Pierszyna z którą ma córkę Jekatierinę.

## Kariera trenerska
Pracował jako trener i choreograf w Detroit Skating Club, gdzie współpracował m.in. z trenerką Elizabeth Coates i wspólnie trenowali parę Elizabeth Punsalan / Jerod Swallow. W 2001 roku rozpoczął współpracę trenerską z Mariną Zujewą. W 2003 roku ich sztab trenerski przeniósł się na Arctic Edge Arena w Canton. Szpiland i Zujewa wspólnie prowadzili najlepsze pary taneczne w tamtym czasie m.in. w 2010 roku doprowadzili do złotego medalu olimpijskiego kanadyjską parę Tessę Virtue i Scotta Moira, a ich kolejni podopieczni, Amerykanie Meryl Davis i Charlie White zdobyli srebrny medal. 3 czerwca 2012 Szpilband potwierdził rozłam sztabu trenerskiego i swoje zwolnienie z pracy. Kilka dni później, 12 czerwca ogłosił otworzenie własnego ośrodka szkoleniowego w Novi Ice Arena.
We wrześniu 2018 Szpilband ogłosił kontynuowanie pracy na lodowisku Novi Ice Arena podpisując kolejną, 8-letnią umowę współpracy z miastem.
Do jego uczniów należą (w nawiasie reprezentowany kraj, ew. lata współpracy i najważniejsze osiągnięcia):
- Christina Carreira / Anthony Ponomarenko (Stany Zjednoczone; wicemistrzostwo świata juniorów 2018)
- Ołeksandra Nazarowa / Maksym Nikitin (Ukraina; brązowy medal mistrzostw świata juniorów 2015)
- Yura Min / Alexander Gamelin (Korea Południowa)
- Robynne Tweedale / Joseph Buckland (Wielka Brytania)
- Diana Davis / Gleb Smołkin (Rosja)

Do jego uczniów należeli:
- Tessa Virtue / Scott Moir (Kanada; do czerwca 2012; mistrzostwo olimpijskie 2010, 2x mistrzostwo świata, 2x mistrzostwo czterech kontynentów, mistrzostwo świata juniorów itd.)
- Meryl Davis / Charlie White (Stany Zjednoczone; do czerwca 2012; wicemistrzostwo olimpijskie, 2x mistrzostwo świata, 2x mistrzostwo czterech kontynentów, 3x zwycięstwo w finale Grand Prix itd.)
- Tanith Belbin / Benjamin Agosto (Stany Zjednoczone; do kwietnia 2008)
- Anna Cappellini / Luca Lanotte (Włochy)
- Maia Shibutani / Alex Shibutani (Stany Zjednoczone, do czerwca 2012)
- Nathalie Péchalat / Fabian Bourzat (Francja, od maja 2013 do marca 2014)
- Margarita Drobiazko / Povilas Vanagas (Litwa)
- Madison Chock / Evan Bates (Stany Zjednoczone, od lipca 2011 do maja 2018)
- Madison Chock / Greg Zuerlein (Stany Zjednoczone, do lipca 2011)
- Naomi Lang / Peter Tchernyshev (Stany Zjednoczone)
- Elliana Pogrebinsky / Alex Benoit (Stany Zjednoczone)
- Penny Coomes / Nicholas Buckland (Wielka Brytania)
- Alisa Agafonova / Dmytro Duń (Ukraina)
- Alissandra Aronow / Zachary Donohue (Stany Zjednoczone)
- Katherine Copely / Deividas Stagniūnas (Litwa)
- Charlotte Lichtman / Dean Copely (Stany Zjednoczone)
- Grethe Grünberg / Kristian Rand (Estonia)
- Jessica Joseph / Charles Butler (Stany Zjednoczone)
- Jessica Joseph / Brandon Forsyth (Stany Zjednoczone)
- Siobhan Karam / Joshua McGrath (Kanada)
- Kavita Lorenz / Joti Polizoakis (Niemcy)
- Caitlin Mallory / Kristian Rand (Estonia)
- Lydia Manon / Ryan O’Meara (Stany Zjednoczone)
- Lydia Manon / Brandon Forsyth (Stany Zjednoczone)
- Justyna Plutowska / Peter Gerber (Polska)
- Elizabeth Punsalan / Jerod Swallow (Stany Zjednoczone)
- Thea Rabe / Timothy Koleto (Norwegia)
- Jamie Silverstein / Ryan O’Meara (Stany Zjednoczone)
- Jamie Silverstein / Justin Pekarek (Stany Zjednoczone)
- Lauren Senft / Leif Gislason (Kanada)
- Lauren Senft / Augie Hill (Kanada)
- Isabella Tobias / Deividas Stagniūnas (Litwa)
- Isabella Tobias / Ilja Tkaczenko (Izrael)
- Megan Wing / Aaron Lowe (Kanada)
- Yu Xiaoyang / Wang Chen (Chiny)
- Avonley Nguyen / Wadym Kołesnyk (Stany Zjednoczone; mistrzostwo świata juniorów 2020)

## Osiągnięcia
Z Tatjaną Gładkową
| Zawody                                | 81–82          | 82–83          | 83–84          |                |                |                |                |                |                |                |                |                |                |                |                |                |                |
| Międzynarodowe                        | Międzynarodowe | Międzynarodowe | Międzynarodowe | Międzynarodowe | Międzynarodowe | Międzynarodowe | Międzynarodowe | Międzynarodowe | Międzynarodowe | Międzynarodowe | Międzynarodowe | Międzynarodowe | Międzynarodowe | Międzynarodowe | Międzynarodowe | Międzynarodowe | Międzynarodowe |
| ------------------------------------- | -------------- | -------------- | -------------- | -------------- | -------------- | -------------- | -------------- | -------------- | -------------- | -------------- | -------------- | -------------- | -------------- | -------------- | -------------- | -------------- | -------------- |
| Golden Spin Zagrzeb                   |                |                | 2              |                |                |                |                |                |                |                |                |                |                |                |                |                |                |
| Międzynarodowe: Kategorie młodzieżowe |                |                |                |                |                |                |                |                |                |                |                |                |                |                |                |                |                |
| Mistrzostwa świata juniorów           | 2              | 1              |                |                |                |                |                |                |                |                |                |                |                |                |                |                |                |